# Avenida Visconde de Guarapuava
A Avenida Visconde de Guarapuava, é uma importante via urbana de Curitiba, capital do estado do Paraná.
A avenida recebe este nome em homenagem ao ex vice-presidente da então província do Paraná, Antônio de Sá Camargo, o primeiro e único Visconde de Guarapuava, que teve uma grande importância na sociedade paranaense no século XIX. Quando o imperador do Brasil, D. Pedro II, esteve hospedado na residência do Visconde, os vereadores da cidade o homenagearam com seu nome, em uma das avenidas da cidade, que já tinha uma grande importância. 
Durante o governo ditatorial de Getúlio Vargas, entre 1930 e 1945, os vereadores decidiram renomear a Visconde com o nome do presidente Vargas, devido a importância que este estava causando no Brasil daquela época. Mas foi por pouco tempo, quando a avenida voltou a ter seu nome original que existe até os dias atuais.
A Visconde é uma das mais movimentadas avenidas da cidade, com um intenso fluxo de veículos. A avenida também se destaca pelo intenso comércio de produtos e serviços, além de edifícios comerciais e residenciais ao longo de sua extensão.
O trajeto da Visconde de Guarapuava inicia-se no bairro bairro Alto da XV, mais precisamente na Avenida N. S. da Luz, na região centro-leste da cidade, como uma continuação da Avenida Edgard Stellfeld. O trajeto se encerra na Rua Odin Ferreira do Amaral no bairro Batel, próximo da Praça Hèlene Ginvert Garfunkel .
Os principais pontos de referência da Visconde de Guarapuava são:
- A parte lateral do prédio da Câmara Municipal de Curitiba;
- A entrada da Santa Casa de Misericórdia;
- Parte lateral do quartel do Corpo de Bombeiros do Paraná;
- A Praça Oswaldo Cruz;
- Parte lateral do Shopping Curitiba;
- A Igreja Santa Terezinha.

## Ligação externa
- Parte central da Av. Visconde de Guarapuava no WikiMapia